# افسر رابط تروریسم
افسر رابط تروریسم (انگلیسی: Terrorism Liaison Officer) شهروندی معمولی در ایالات متحده آمریکا است که آموزش دیده تا فعالیت‌های مشکوکی را که حین دوران اشتغال ممکن است با آن مواجه شود، گزارش کند. این شغل معمول افسر رابط، بخشی از جنگ ایالات متحده علیه تروریسم است.

## مراحل اجرای طرح (TLO)
اگرچه برنامه (TLO) قبل از ۱۱ سپتامبر ۲۰۰۱ طراحی شده بود ولی حملات ۱۱ سپتامبر علیه ایالات متحده عامل فعال شدن این طرح برای اجرا شد. در سال ۲۰۰۲ اولین برنامه آزمایشی برای افسر رابط تروریسم در کالیفرنیا به مورد اجرا گذاشته شد. اجرای این برنامه قانون محلی را در هماهنگی با مراکز مشترک ایالت و دفتر امنیت داخلی پیوند داد. تا سال ۲۰۰۸ صدها تن از مردم از این آموزش‌ها برخوردار شده و به چندین ایالت اعزام شدند. تا سال ۲۰۱۴، ایالت کالیفرنیا به تنهایی بیش از ۱۴ هزار افسر رابط تروریسم داشت. برخی از این افراد از اعضای آژانس‌های محلی مجری قانون بودند و برخی دیگر مانند بهیار، کارگران تأسیساتی، کارکنان خط آهن نیز در این برنامه بخدمت گرفته شدند. افسران رابط تروریسم در مانیتور کردن جنبش وال استریت و تظاهرات مربوط به «زندگی سیاهان اهمیت دارد» و سایر فعالیت‌های آنان به کار گرفته شدند.